# Junichi Masuda
Junichi Masuda (増田 順一 Masuda Jun'ichi?, 12 de enero de 1968) es un compositor, director, desarrollador, productor y programador de videojuegos japonés, conocido principalmente por sus trabajos en la serie de videojuegos Pokémon. Es miembro  del consejo de administración de Game Freak, empresa en la que trabaja desde su fundación en 1989.
Con el desarrollo de nuevos juegos de Pokémon, Masuda asumió más funciones en proyectos futuros. Comenzó su producción y dirección de juegos con Pokémon Rubí y Zafiro, y se convirtió en responsable de la aprobación de nuevos modelos de los personajes. Su estilo busca mantener los juegos accesibles en el tiempo y a la vez incrementar su nivel de complejidad. Su trabajo se ajusta a los fundamentos iniciales de la serie, como su enfoque hacia las consolas de juego portátiles y los gráficos 2D. Su música se inspira en la obra de compositores célebres modernos como Dmitri Shostakóvich, aunque utiliza la serie Super Mario como modelo de buena composición de videojuegos. Sus ideas para los juegos los extrae generalmente de la observación de la vida cotidiana.

## Vida

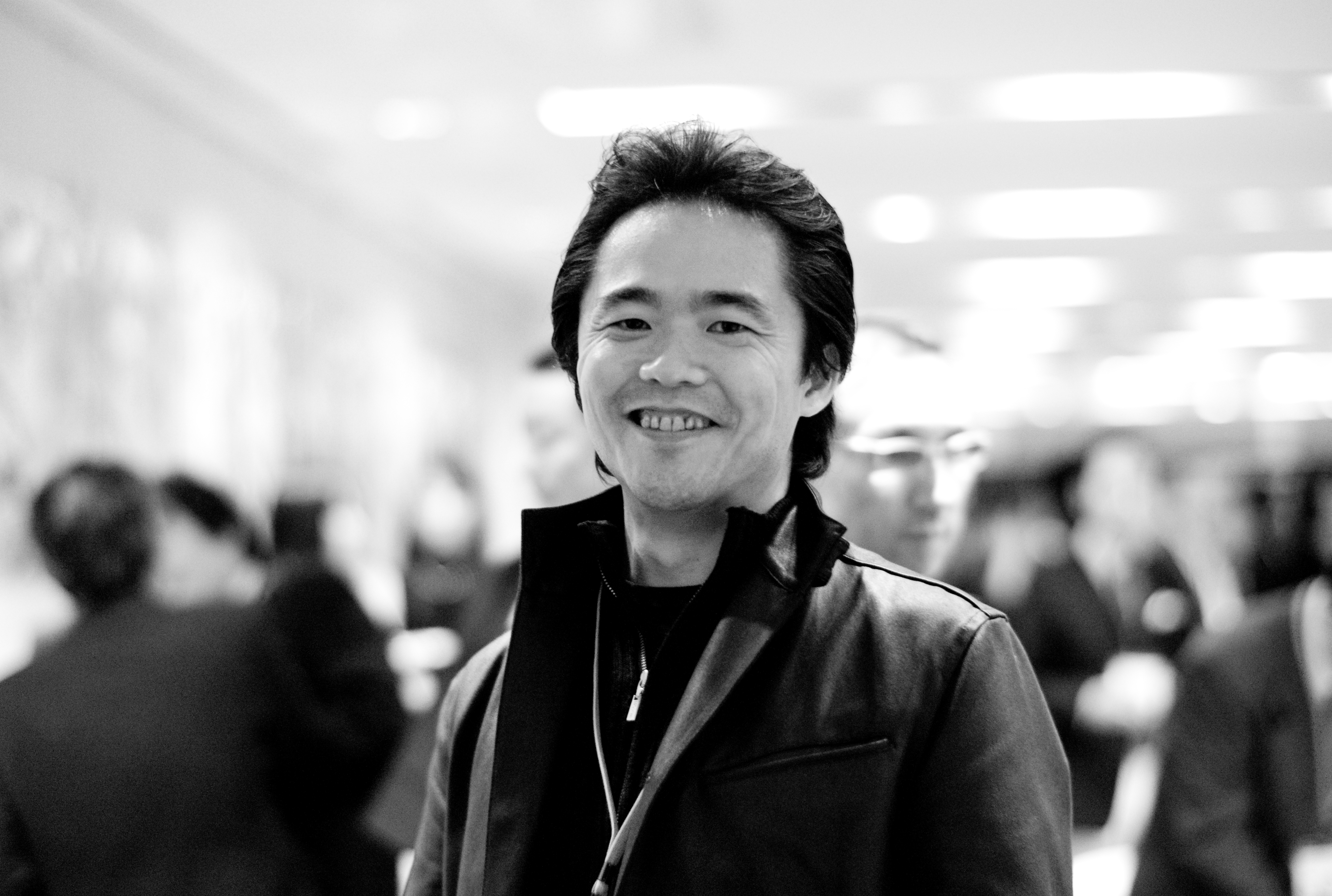
Masuda fue uno de los promotores originales de la serie Pokémon

Masuda nació el 12 de enero de 1968 en Yokohama, Prefectura de Kanagawa, Japón. Cuando era niño, su familia pasaba a menudo sus vacaciones en Kyūshū, donde todavía viven muchos de sus parientes. Allí pasaba su tiempo capturando peces e insectos, una actividad que posteriormente iba a influir en su diseño de juegos. Su diseño de la Región de Hoenn de la serie Pokémon fue en un intento de recuperar sus recuerdos de los veranos pasados allí. En la escuela secundaria tocaba el trombón; pronto descubrió la música clásica, y se sintió atraído por obras como La consagración de la Primavera de Igor Stravinsky y la Sinfonía n.º 5 de Dmitri Shostakóvich.
Masuda asistió a la Japan Electronics College, una escuela técnica en Shinjuku (Tokio), donde estudió computación gráfica y el lenguaje de programación C, utilizando un ordenador DEC. Su hija Kiri nació en septiembre de 2002, y utilizó su nombre para un personaje de Pokémon Rubí y Zafiro.

## Carrera
Masuda ha trabajado en Game Freak desde la fundación de la compañía en 1989, y ha estado involucrado en casi todos los títulos de que ha producido la empresa. Fue uno de los promotores originales de la serie Pokémon, comenzando con Pokémon Red y Blue. Inicialmente, fue contratado por Game Freak para componer música de videojuegos, y su primera composición fue para el Mendel Palace, un juego arcade de acción/rompecabezas de 1989 para la NES, y posteriormente trabajó en Yoshi, la primera colaboración de la compañía con Nintendo.
Cuando la compañía comenzó con sus primeros títulos de Pokémon, Masuda trabajó principalmente como compositor, aunque también realizó trabajos de programación de menor importancia, y posteriormente comenzó a dirigirlos y producirlos. Su trabajo en los primeros juegos consistía en escribir el programa para reproducir audio en los juegos, música y efectos sonoros. Ha estado directamente involucrado en la elección de nombres y el diseño de muchos Pokémon. Ha manifestado que uno de los aspectos más difíciles del diseño es asegurarse de que el nombre y los atributos de un Pokémon sean de interés para un público de todo el mundo. Desde Pokémon Rubí y Zafiro, Masuda ha sido uno de los principales responsables que aprobar o rechazar diseños para nuevos Pokémon. Es miembro del consejo de administración de Game Freak.
Anteriormente, los juegos de Pokémon eran dirigidos por Satoshi Tajiri, creador de la saga. Pero desde Pokémon Rubí y Zafiro, Masuda ha estado dirigiendo cada uno de los juegos de esta, siendo el productor y componiendo la banda sonora. En Pokémon HeartGold y Pokémon SoulSilver decidió descansar dirigiendo, dejando el puesto a Shigeki Morimoto, algo parecido ocurrió con Pokémon Negro 2 y Blanco 2, pues en estos juegos no participó como director y, por primera vez en la saga, tampoco como compositor de la banda sonora. En Pokémon X e Y, retomó su puesto como compositor y director de los juegos.
En Pokémon Rubí Omega y Zafiro Alfa, los directivos de Game Freak, decidieron probar de nuevo a dejar la dirección en manos de otra persona de la empresa. Pensaron en alguien veterano que llevase mucho tiempo desarrollando juegos para la saga y escogieron a Shigeru Ohmori. Ohmori es muy cercano a Masuda, pues suelen ir juntos a promocionar por el mundo los nuevos juegos de la franquicia. La producción, teniendo a Ohmori como director, de los remakes de tercera generación fue un éxito, por lo que Masuda decidió optar por él para relevar su puesto de director. Pokémon Sol y Luna pasaron a estar dirigidos por Ohmori, aunque Masuda se mantuvo supervisando estos, muy cercano a Ohmori, y se encargó además de componer la banda sonora y producirlos.
Los únicos juegos de la saga que no han contado con Masuda como compositor de su banda sonora fueron Pokémon Negro 2 y Blanco 2 y Pokémon Rubí Omega y Zafiro Alfa. Actualmente, Masuda sigue componiendo para la saga, por esto, es compositor y productor de los recientes Pokémon Ultrasol y Ultraluna.

## Influencias y estilo
Masuda enfoca cada uno de sus juegos con la mentalidad de que un principiante debe ser capaz de jugarlo fácilmente. Para conseguirlo, divide en varios niveles los conceptos más complicados, introduciéndolos al jugador de una manera sencilla, y los construye a partir de ahí. Considera que los sistemas portátiles ofrecen una oportunidad para la interacción social que no se puede encontrar en los sistemas de consolas no portátiles. Ha manifestado que la utilización continuada de gráficos 2D ha sido esencial para el éxito de Pokémon.
Su estilo musical se basa en varias fuentes, fundamentalmente de música clásica y especialmente obras de Stravinsky y Shostakóvich. Su género musical favorito es el techno, y considera la música de la serie Super Mario como un ejemplo de música de videojuego que funciona bien. La mayor parte de sus ideas están inspiradas en la simple observación de la vida real y visualizando los objetos y pensando como haría él para diseñarlos o dibujarlos. Por regla general no se basa en características de personajes anteriores como fuente de inspiración para los nuevos, y prefiere diseñarlos desde cero.

## Trabajos
- Mendel Palace (1989) - Compositor
- Yoshi (1991) - Compositor
- Magical Taluluto (Mega Drive) (1992) - Compositor
- Mario & Wario (1993) - Compositor
- Pulseman (1994) - Compositor
- Pokémon Red y Blue (1996) - Compositor, programador
- Bushi Seiryuden (1997) - Compositor
- Pokémon Yellow (1998) - Compositor
- Pokémon Stadium (1999) - Asesor
- Pokémon oro y plata (1999) - Asistente de director, compositor, diseñador
- Pokémon Crystal (2000) - Compositor
- Pokémon Rubí y Zafiro (2002) - Director, compositor, diseñador
- Pokémon rojo fuego y verde hoja (2004) - Director, compositor, diseñador
- Drill Dozer (2005) - Productor
- Pokémon Diamond y Pokémon Pearl (2006) - Director, compositor
- Pokémon HeartGold y Pokémon SoulSilver (2009) - Productor, compositor
- Pokémon ediciones negra y blanca (2010) - Director, productor, compositor
- Pokémon Blanco y Negro 2 (2012) - Productor
- HarmoKnight (2012) - Productor general
- Pokémon X e Y (2013) - Director, productor, compositor
- Pokémon Rubí Omega y Pokémon Zafiro Alfa (2014) - Productor
- Tembo the Badass Elephant (2015) - Productor general
- Pokémon GO (2016) - Compositor
- Pokémon Sol y Luna (2016) - Productor, compositor
- Pokémon Ultrasol y Ultraluna (2017) - Productor, compositor
- Pokémon Let's Go, Pikachu! y Let's Go, Eevee! (2018) - Director, productor, compositor
- Pokémon espada y escudo (2019) - Productor, compositor